# Духовное училище
Духо́вное учи́лище в Российской империи, с 1808 — низшее духовное учебное заведение (уездное или приходское).
Духовный регламент (1721) предписывал учреждать всесословные училища при архиерейских домах (архиерейские школы) и монастырях. Регламент предусматривал открытие духовных школ во всех епархиях; обучаться в них обязаны были все дети духовенства «в надежду священства». Те из детей, которые уклонялись от обучения в этих школах, исключались из духовного сословия. Такая организация духовной школы сыграла решающее значение в укреплении кастового характера духовенства в России синодального периода.
В 1808 была учреждена Комиссия духовных училищ, которая составила первый устав духовно-учебных заведений. Согласно Уставу они распались на три группы: низшие — духовные училища (приходские и уездные), средние — духовные семинарии и высшие — духовные академии.
Духовные училища предназначались «для первоначального образования и подготовления детей к служению Православной Церкви». Как учреждения подготовительные для лиц, предполагающих поступать в семинарии, училища находились «в живой и нераздельной связи с семинариями». Содержались на средства, собиравшиеся духовенством каждой епархии, и находились в ведении епархиального архиерея, под общим управлением Святейшего Синода.
Непосредственное попечение о них вверялось местному духовенству. Учебно-воспитательная часть состояла под руководством местных семинарских правлений, а непосредственное управление вверялась смотрителю (и его помощнику) и правлению (в составе смотрителя и учителей), ведающему дела по учебной, нравственной и хозяйственной частям. Число духовных училищ в каждой епархии зависело от её средств и потребностей местного духовенства.
В училища бесплатно принимались дети духовного сословия, для детей из других сословий обучение было платным.
Училища имели 4 класса, программа которых приближалась к программе четырёх классов гимназий. I класс был, так сказать, приготовительным, в нём учили читать и писать; во II классе преподавались русская грамматика, катехизис, арифметика и чистописание на русском, латинском и греческом языках — оба класса были одногодичные и составляли приходское училище. III и IV классы составляли уездное училище и были двухгодичными; в них изучались латинский и греческий языки, славянская грамматика, катехизис, арифметика, география, священная история, церковный устав и пение.
К началу XX века существовало 185 духовных училищ; учащихся — около 30 тысяч. После издания декрета об отделении церкви от государства и школы от Церкви религиозное образование было фактически объявлено незаконным и все духовные училища были закрыты.
Духовные училища стали появляться в конце 1980-х годов. Первым было открыто Смоленское духовное училище в 1987 году. При этом они существенно отличались от дореволюционных. Дореволюционные духовные училища являлись начальными сословными учебными заведениями, куда поступали в основном дети духовенства, которые наряду с церковными изучали и общеобразовательные предметы. Открывавшиеся в 1980-е — 2000-е годы духовные училища являлись уже средне-специальными учебными заведениями, куда поступали после окончания общеобразовательной школы и вне зависимости от происхождения. Ещё одним отличием новых духовных училищ от дореволюционных было то, что постсоветские государства не признавали дипломы духовных школ. Со временем многие духовные училища повысили уровень преподавания и были преобразованы в духовные семинарии, либо были расформированы, превратившись в епархиальные центры подготовки церковных специалистов.